# Melanonaclia toulgoeti
Melanonaclia toulgoeti är en fjärilsart som beskrevs av Griveaud 1964. Melanonaclia toulgoeti ingår i släktet Melanonaclia och familjen björnspinnare. Inga underarter finns listade i Catalogue of Life.